# Wolfgang Kessler (General)
Wolfgang Otto Kessler (* 23. Oktober 1922 in Bodenbach, Tschechoslowakei; † 15. November 2020) war ein deutscher Generalmajor  der Luftwaffe der Bundeswehr. Er war Kommandeur der Offizierschule der Luftwaffe und Befehlshaber im Wehrbereich VI.

## Leben

### Wehrmacht
Beförderungen
- 1942 Leutnant
- 1944 Oberleutnant

Kessler, Sohn eines städtischen Beamten, trat am 15. November 1940 als Offizieranwärter in das Flieger-Ausbildungs-Regiment 71 der Wehrmacht in Wien-Stammersdorf ein. 1941 begann er die Flugzeugführerausbildung an der Luftkriegsschule 1 in Dresden-Klotzsche. Von 1941/42 war er an der Flugzeugführerschule (C) 11 in Zeltweg und 1942 an der Blindflugschule 3 Prag-Ruzin. 1942/43 absolvierte er die Einsatzvorbereitung und Kampfausbildung auf einer Junkers Ju 88.
1943 war Kessler Flugzeugführer, Kampfflieger und Technischer Offizier beim Kampfgeschwader 30 in Aalborg (Dänemark) und Comiso (Italien). 1944 wurde er Fluglehrer beim Kampfgeschwader 30 in Aalborg. Ab September 1944 schulte er auf Messerschmitt Bf 109 und Focke-Wulf Fw 190 um und durchlief die Jagdfliegerausbildung. Zuletzt war er technischer Offizier beim Kampfgeschwader 30 in Königgsgrätz, Prag und Rechlin. Im Mai 1945 geriet er in Kriegsgefangenschaft.

### Nachkriegszeit
Von Juni bis Dezember 1945 war Kessler Landwirtschaftlicher Hilfsarbeiter bei Heinrich Gades in Ehra. Von Februar bis Mai 1946 war er Volontär in der VIBO-Lederfabrik und danach bis 1948 Anlernling in der Pelzzurichterei Schlettwagner in Frankfurt am Main. Von 1948 bis 1956 war er Betriebsleiter der Taunuslederwerke AG in Niedernhausen.

### Bundeswehr
Beförderungen
- 1956 Hauptmann
- 1959 Major
- 1962 Oberstleutnant
- 1967 Oberst
- 1974 Brigadegeneral
- 1977 Generalmajor

Im Jahre 1956 trat Kessler in Fürstenfeldbruck in die Bundeswehr ein. 1956/57 nahm er an einer fliegerischen Auffrischung teil und war Fluglehrer auf dem Fliegerhorst Landsberg/Lech bei Penzing. 1957 besuchte er die Air University der United States Air Force (USAF) auf der Maxwell AFB bei Montgomery in Alabama. 1958 war er Hilfslehrer an der Führungsakademie der Bundeswehr in Bad Ems. 1958/59 absolvierte er den 2. Generalstabslehrgang Luftwaffe an der Führungsakademie der Bundeswehr in Hamburg, wo er zum Offizier im Generalstabsdienst ausgebildet wurde.
1959 wurde Kessler Leiter der Stabsabteilung A 3 der Luftwaffengruppe Süd, später der 3. Flieger-Division in Karlsruhe und stellvertretender Leiter der Tactical Operations Center (TOC) der Luftwaffengruppe. Von 1965 bis 1967 war er Hörsaalleiter an der Führungsakademie. Von 1967 bis 1970 war er Referent beim Führungsstab der Luftwaffe (Fü L) in Bonn. 1970 wurde er Stabsoffizier Planung beim Internationalen Militärstab der NATO in Brüssel. 1973/74 war er Chef des Stabes im Hauptquartier der Allied Air Forces Baltic Approaches (AIRBALTAP) in Karup.
Von 1975 bis 1977 war Kessler Kommandeur der Offizierschule der Luftwaffe (OSLw) in Fürstenfeldbruck. Von 1977 bis zum Dienstzeitende 1983 war er Befehlshaber im Wehrbereich VI in München.

## Familie
Kessler war katholisch, verwitwet und Vater von zwei Kindern.

## Auszeichnungen
- 1982: Bundesverdienstkreuz I. Klasse
- 1983: Bayerischer Verdienstorden